# Environnement en Ouganda
L'environnement en Ouganda est l'environnement (ensemble des éléments - biotiques ou abiotiques - qui entourent un individu ou une espèce et dont certains contribuent directement à subvenir à ses besoins) du pays Ouganda, pays d'Afrique.

## La biodiversité de l'Ouganda

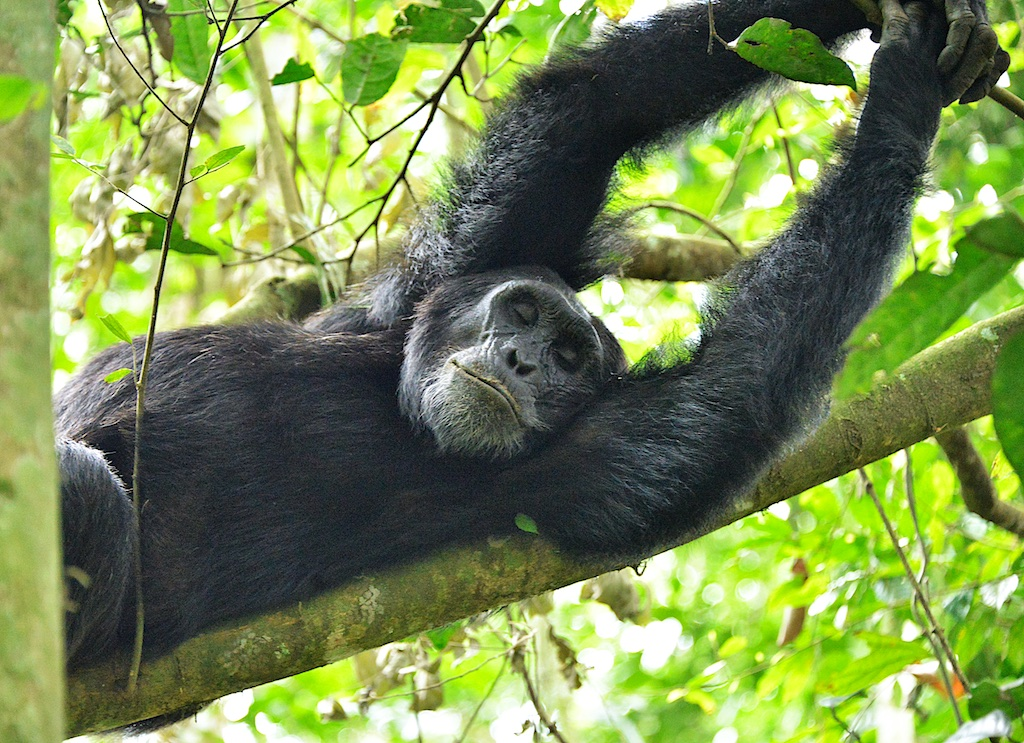
Chimpanzé, Kibale

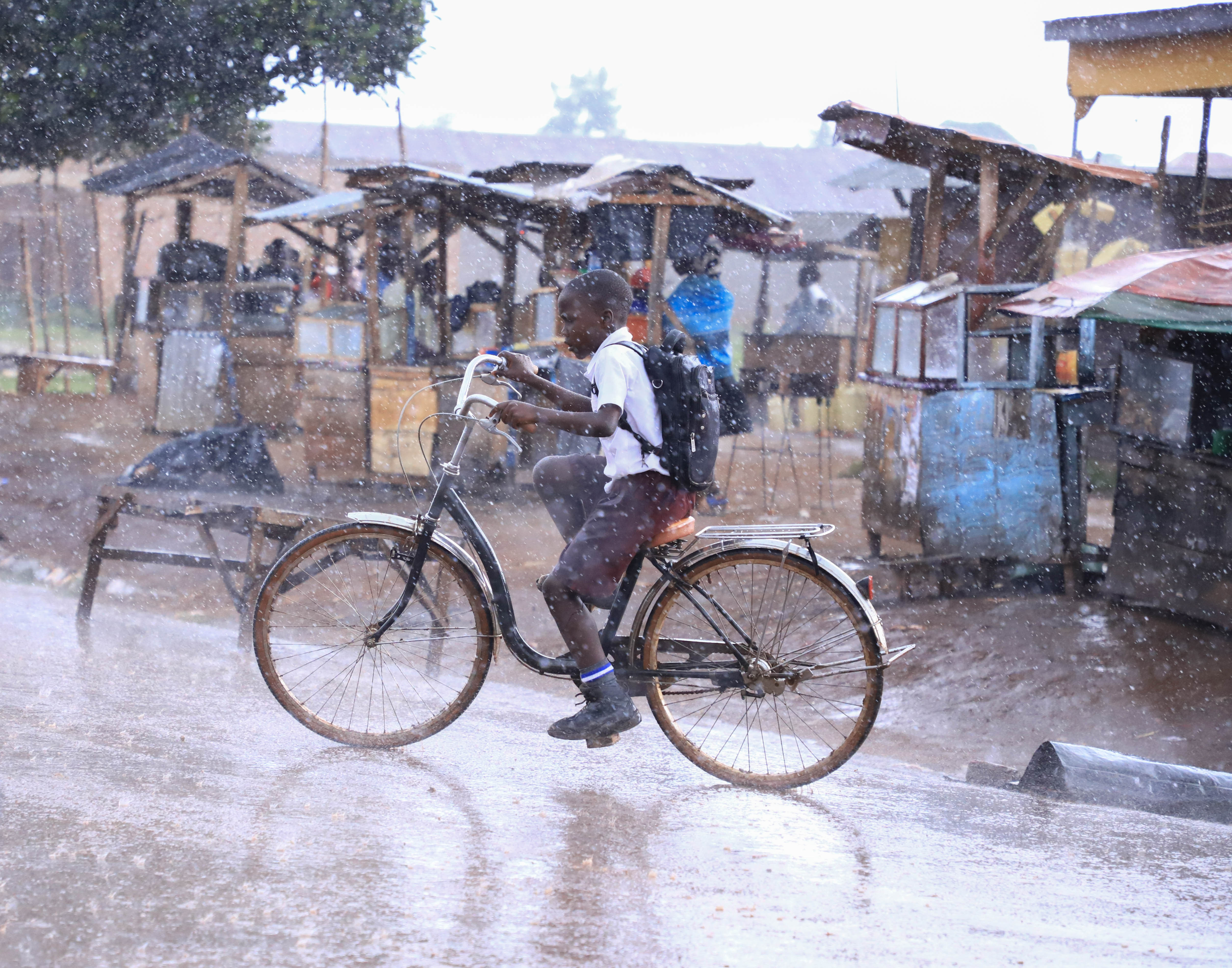
Pluie en novembre dans le district de Mayuge

### Milieux
L’Ouganda a une superficie de 236 040 km2 dont 44 000 km2 de lacs et de cours d'eau. Le pays est principalement composé d'un plateau central, d'une altitude moyenne de 1 100 mètres, entouré de montagnes.
Situé sur l'équateur, le territoire jouit cependant d'un climat tempéré par l'altitude, variant de 621 à 5 110 m. Le nord connaît un climat chaud et sec (température moyenne : 33 °C) tandis que le sud et les rives des lacs connaissent des pluies abondantes et une température plus modérée (moyenne : 20 °C). L'année connaît deux saisons sèches (de décembre à février, puis de juin à août). Le nord-est, près du Soudan du Sud, est semi-aride.
L'Ouganda a enregistré une légère augmentation de la couverture forestière nationale - de 9 % en 2015 à 12,4 % en 2021.

### Espaces protégés
L’Ouganda compte 60 zones protégées, dont 10 parcs nationaux : la Forêt impénétrable de Bwindi et le Parc national Rwenzori Mountains (tous deux inscrits au patrimoine mondial de l’UNESCO), le Parc national de Kibale, le Parc national Kidepo Valley, le Parc national du lac Mburo, le Parc national des gorilles de Mgahinga, le Parc national du Mont Elgon, le Parc national Murchison Falls, le Parc national Queen Elizabeth, et le Parc national de Semuliki.
La réserve de chimpanzés de l'île de Ngamba est une réserve fondée en 1998 sur l'île homonyme, à 23 km au sud d'Entebbe sur le lac Victoria.

## Impacts sur les milieux naturels

### Activités humaines

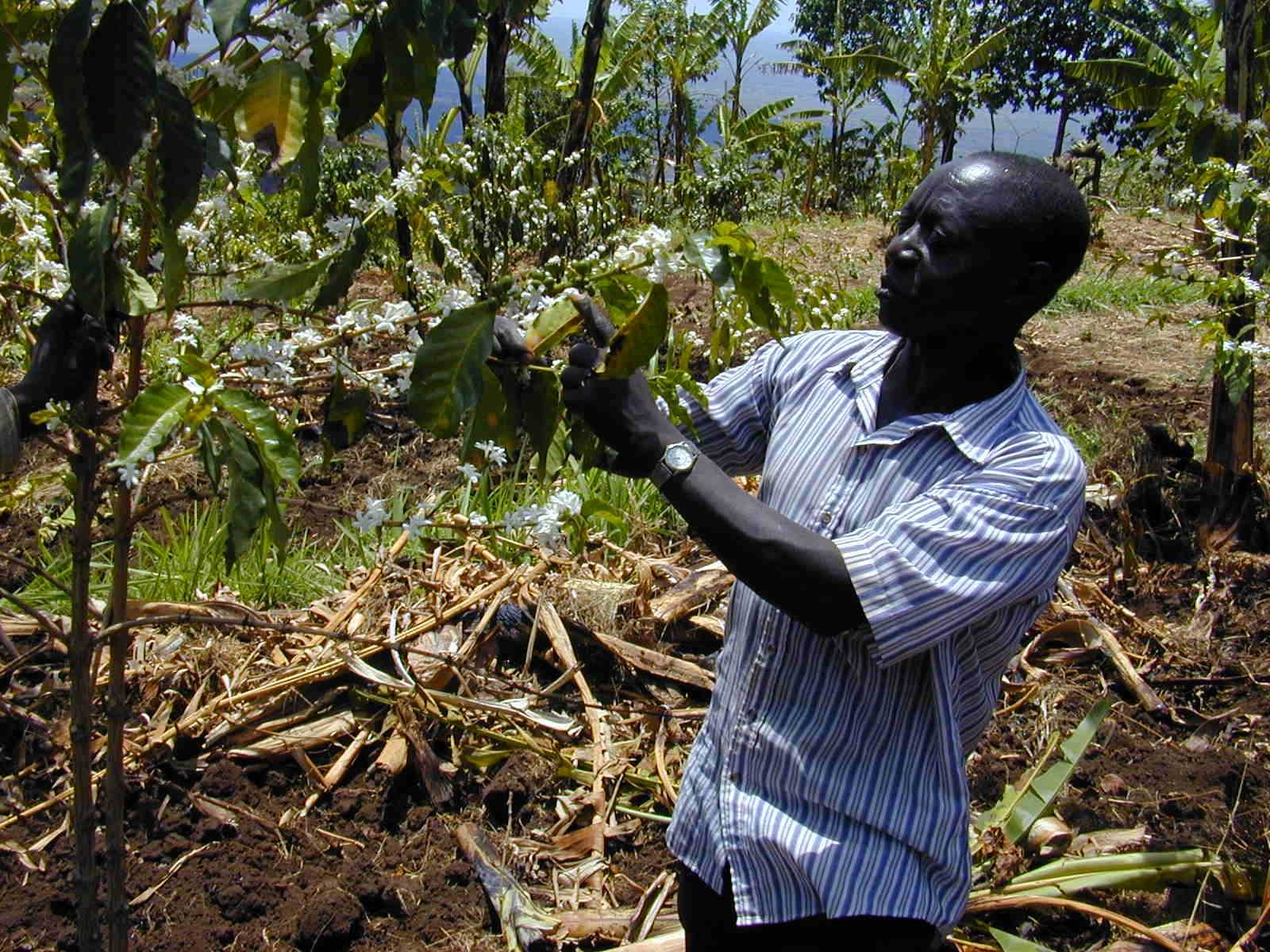
Producteur de café en Ouganda, 2000.

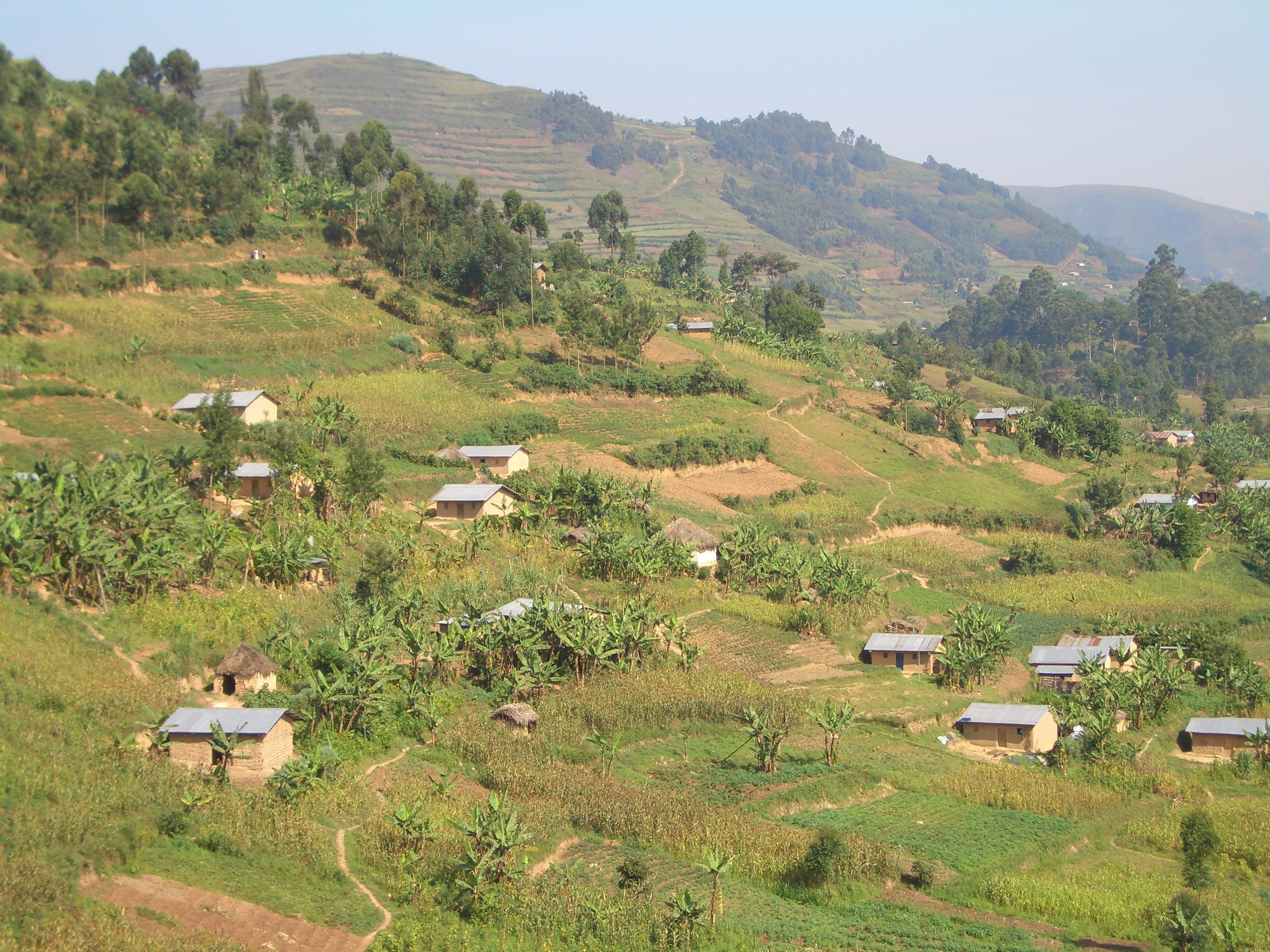
Paysage rural de la Forêt impénétrable de Bwindi

#### Agriculture, sylviculture et déforestation
Le climat et les terres riches favorisent l'agriculture. Parmi les principales productions, le café, dont l’Ouganda est devenu un des premiers exportateurs dans le monde. Au cours des six premières années de la décennie des années 2010, l'Ouganda est devenu le onzième producteur mondial de café et le deuxième d'Afrique derrière l'Éthiopie, grâce à une récolte en progression d'environ un tiers. C'est également le deuxième au palmarès des producteurs africains de thé au début de la décennie 2010, après le Kenya.
Autres grandes cultures du pays, la canne à sucre, le coton et la patate douce. Ces éléments sont les principales activités économiques du secteur primaire. L'État peine à relancer une économie rurale (80 % de la population vit de l'agriculture). Le pays est au palmarès des huit premiers producteurs de coton d'Afrique de l'est, du sud et du nord au milieu des années 2010.
La population produit des cultures vivrières, le pays comptant 4,2 millions de petits exploitants agricoles. 
Pesticides, chlorpyrifos et DDT contaminent l’environnement. Ils sont suspectés de défigurer des chimpanzés du parc national de Kibale.
Dans les années 1970, lors de la sélection des arbres pour le développement de l'exploitation forestière, de l'agent orange était injecté directement dans le tronc des arbres à supprimer.
Les forêts primaires qui abritaient les chimpanzés ont par ailleurs été défrichées au profit de l’agriculture. Ils sont donc désormais contraints de se nourrir principalement des cultures exploitées par les Hommes. Le soir, ils se lancent dans de véritables descentes en quête de nourriture près des habitations.

#### Chasse, pêche et braconnage
Le braconnage est un fléau pour de nombreux chimpanzés qui n’ont plus de bras, plus de pieds, arrachés par des pièges destinés au petit gibier.

### Pression sur les ressources non renouvelables
L'équivalent de 6,5 milliards de barils de pétrole se trouveraient dans les champs pétroliers du lac Albert, à l'ouest du pays. En 2022, les forages pétroliers ont démarré leur activité. Le pétrole serait disponible en 2025. Le projet est controversé, y compris par le parlement européen, préoccupé par les violations des droits de l'homme dans le cadre de ce projet.
Le territoire de l'Ouganda recèle plusieurs sites de minerais inexploités, notamment de cuivre et de cobalt. 
Les besoins énergétiques du continent sont relativement modestes : l’Afrique consomme moins de 5 % du pétrole et du gaz naturel extraits dans le monde, moins de 3 % du charbon et très en deçà de 1 % de l’électricité d’origine nucléaire. De plus, comme dans bon nombre de pays africains, une majorité de gens ne sont pas raccordés à l’électricité en Ouganda. Près de 70 % des foyers, dans les campagnes, n’ont pas de four électrique ni de réfrigérateur, et encore moins de lave-linge.

### Pollutions

#### Les émissions de gaz à effet de serre (GES)
À ce jour, la production énergétique de l’Afrique est responsable de moins de 4 % des émissions mondiales de CO₂.

#### La gestion des déchets
Un habitant d'Afrique sub-aharienne génère en moyenne 165 kg de déchets par an et par habitants en 2023 (soit nettement moins que dans les pays plus riches).

### Impacts de l'urbanisation
Le pays compte 46 millions d'habitants.
Les hautes terres sont densément peuplées et intensivement exploitées à des fins agricoles, car les pluies y sont abondantes et les températures modérées, ce qui les rend propices à l’établissement de populations.

## L'exposition aux risques
Il y a un risque de crues et coulées de boue lors des saisons des pluies.

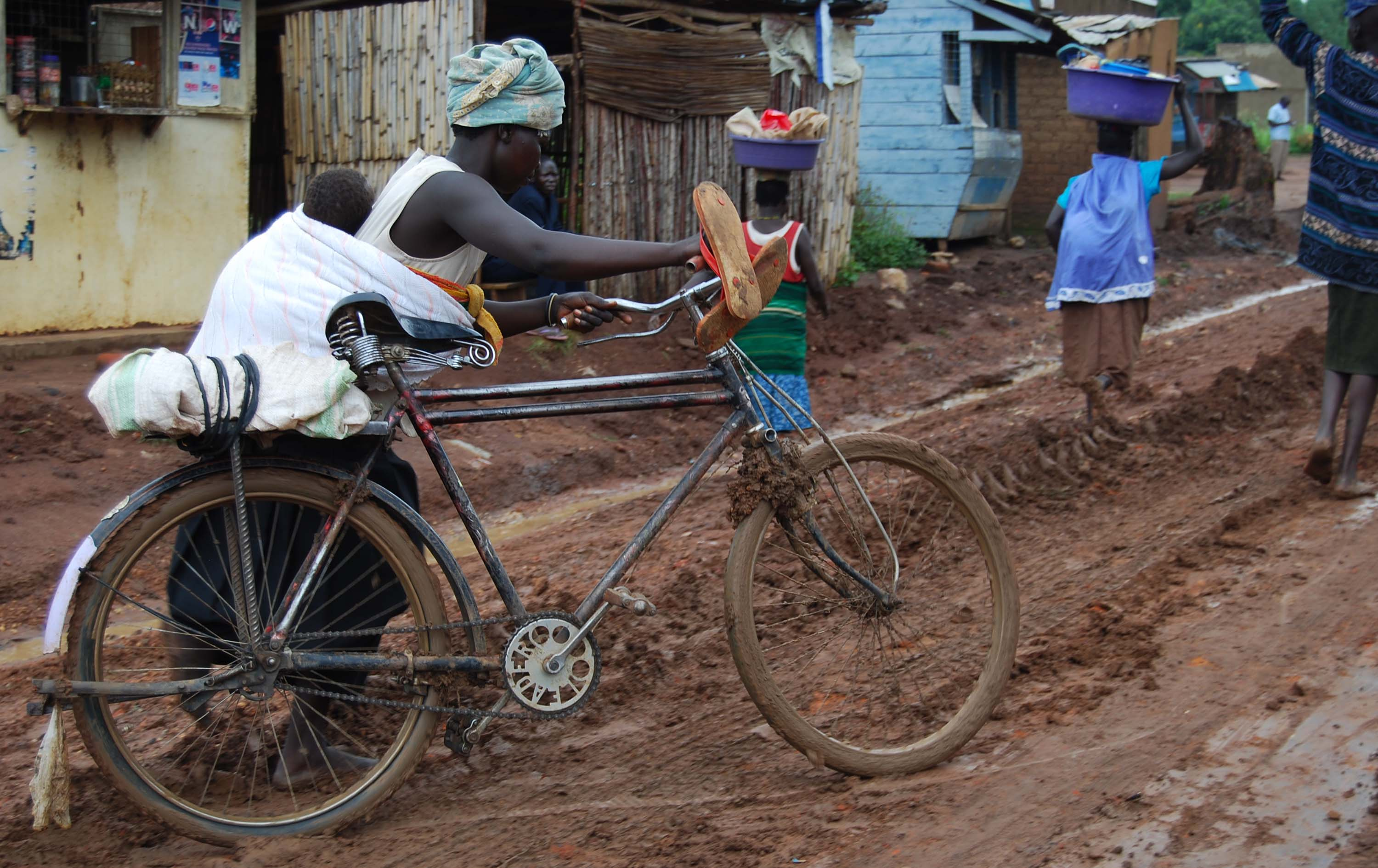
Route impraticable après la pluie, près d'Arua.
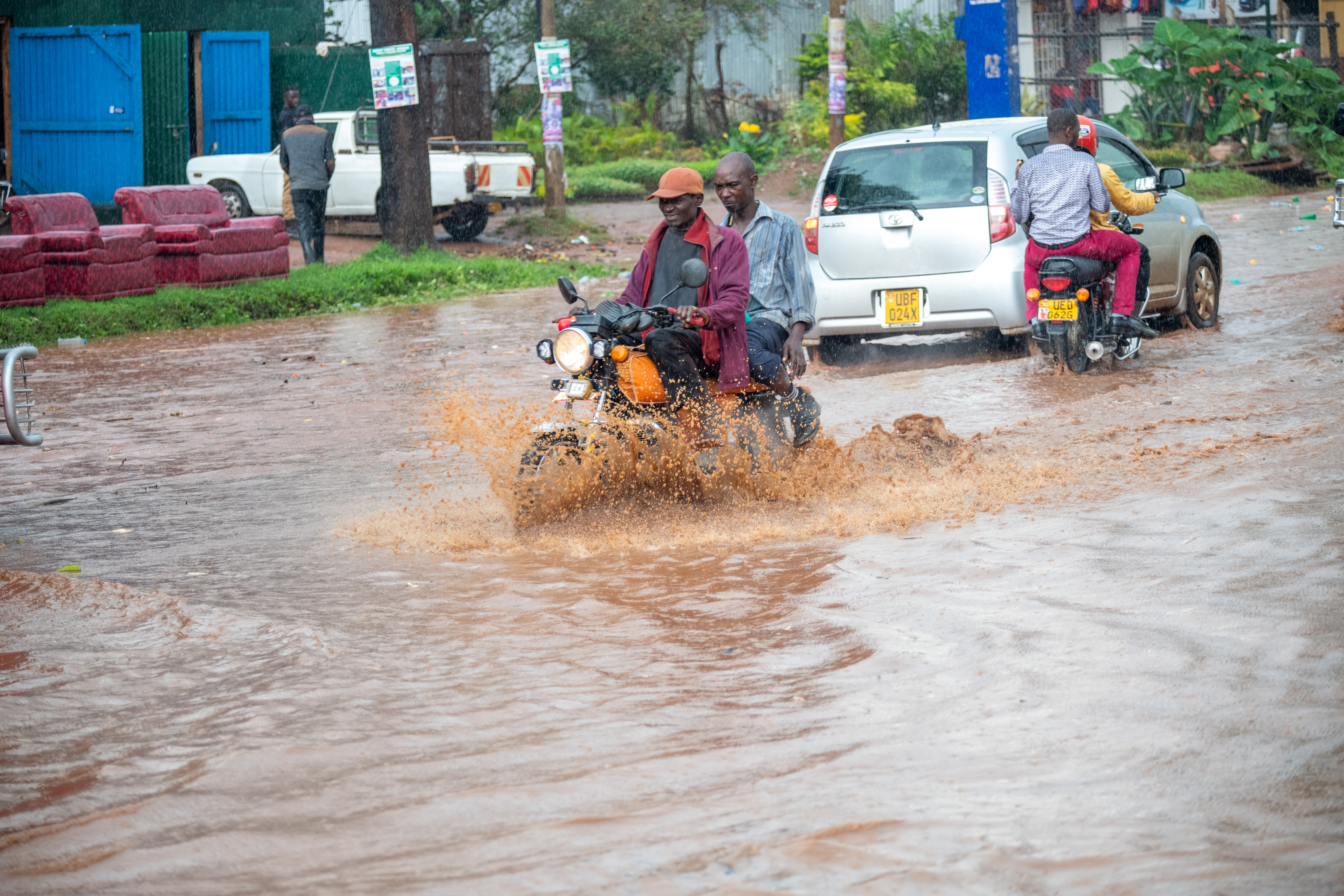
Crue subite à Kampala en février.